# Perinereis cariboea
Perinereis cariboea är en ringmaskart som beskrevs av Gonzalez och Solis-Weiss 1998. Perinereis cariboea ingår i släktet Perinereis och familjen Nereididae.
Artens utbredningsområde är Mexikanska golfen. Inga underarter finns listade i Catalogue of Life.